# Anchon remigium
Anchon remigium är en insektsart som beskrevs av George Bowdler Buckton. Anchon remigium ingår i släktet Anchon och familjen hornstritar. Inga underarter finns listade i Catalogue of Life.